# 鞑靼战纪

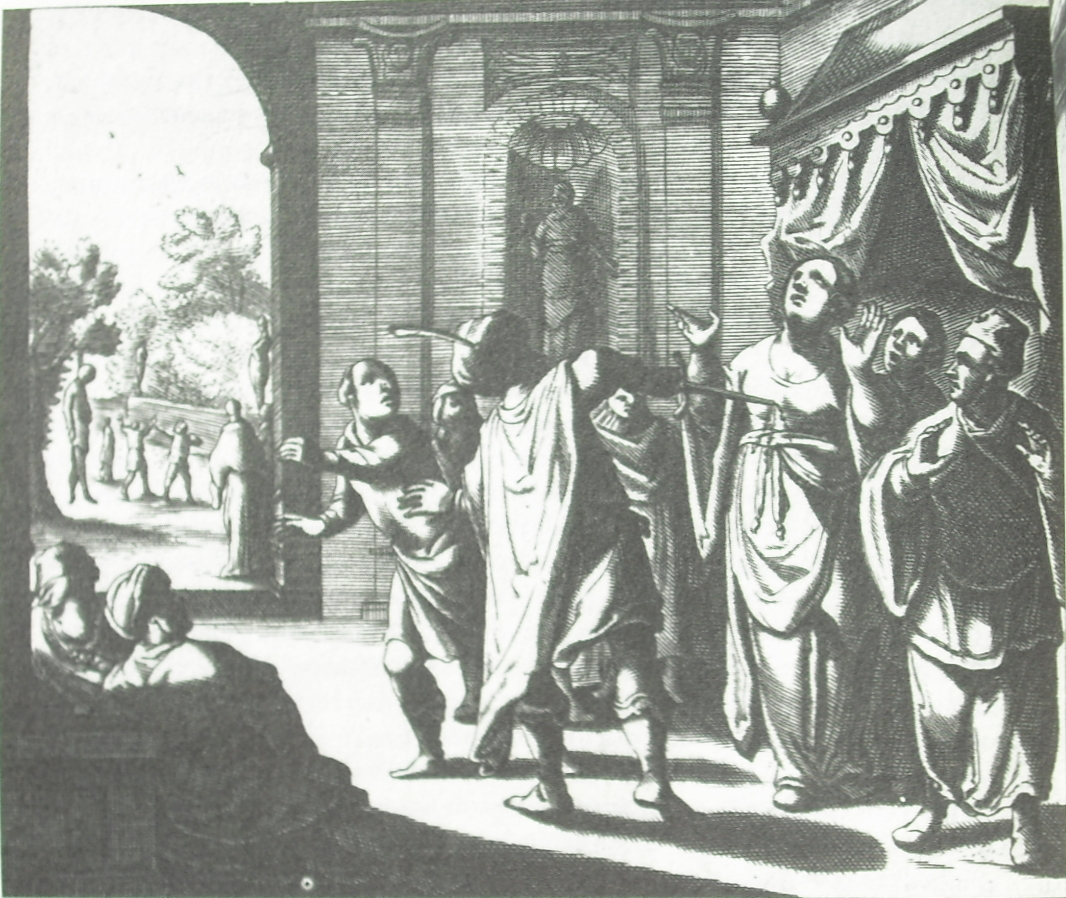
鞑靼战纪中所繪崇祯帝殺死自己女兒的情景。

《鞑靼战纪》（De Bello Tartarica Historia），又名《论鞑靼之战》，由明末来华传教士耶稣会会士卫匡国在1653年辗转从海路到达荷兰的阿姆斯特丹的路上完成的一部记录明清易代历史的著作。该书第一版1654年出版于安特卫普。

## 内容
以在华传教士的视角，通过他的亲身经历和社会上收集的历史片段向西方人讲述鞑靼（清軍）攻占明朝的战争，记录耶稣会士和中国基督教皈依者在明清战乱之际的活动情况。講述1644年崇禎之死，清軍入關，到1647年，清軍攻占廣東、福建、廣西這段時間的歷史。書中所記史實可以和中國史料相互印證、補充。